# ۷۳۵ (خورشیدی)
۷۳۵ هفتصد و سی و پنجمین سال هجری خورشیدی است.